# Bishnupur (Bankura)
Bishnupur (anche Vishnupur (bengalese: বিষ্ণুপুর) è una suddivisione dell'India, classificata come municipality, di 66.150 abitanti, situata nel distretto di Bankura, nello stato federato del Bengala Occidentale. In base al numero di abitanti la città rientra nella classe II (da 50.000 a 99.999 persone).

## Società

### Evoluzione demografica
Al censimento del 2001 la popolazione di Bishnupur assommava a 61.943 persone, delle quali 31.225 maschi e 30.718 femmine. I bambini di età inferiore o uguale ai sei anni assommavano a 6.583, dei quali 3.252 maschi e 3.331 femmine. Infine, coloro che erano in grado di saper almeno leggere e scrivere erano 42.883, dei quali 24.093 maschi e 18.790 femmine.

## Storia
Bishnupur fu fondata nell'VIII secolo e fu la capitale del regno Mallabhum, il principale regno hindu del Bengala, che rimase indipendente fino a primi anni del XVIII secolo.

## Monumenti e luoghi d'interesse
La città è famosa per i suoi templi di terracotta riccamente adornati, costruiti con l'argilla rossa facilmente reperibile in loco.

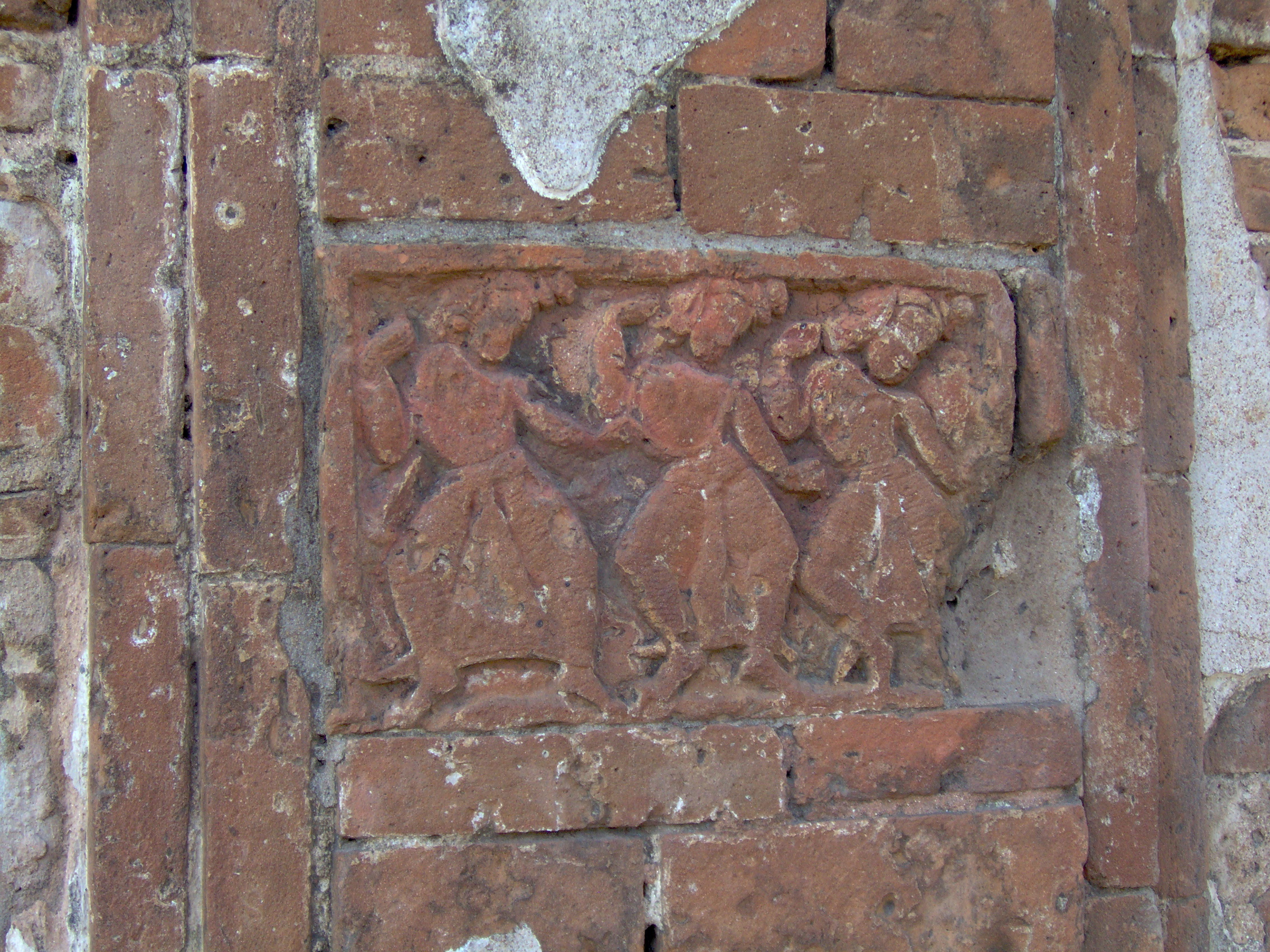
Dettaglio di un rilievo in terracotta del tempio Rasa Mancha

### Tempio di Shyama Raya
Il tempio fu costruito nel 1643; i fregi ritraggono episodi della vita di Krishna ed episodi tratti dal poema epico Rāmāyaṇa. Altri motivi rappresentano scene di caccia, di navigazione e parate militari.
La struttura è sormontata da cinque guglie (shikharas) e segue la tradizione dei templi dell'Orissa. La facciata è caratterizzata da archi, sostenuti da colonne tozze, che permettono l'accesso ad un corridono a volta, che conduce alla camera interna (thakurbari cioè casa di Dio), dove si trova un altare con preziosi decori.

### Tempio di Rasa Mancha

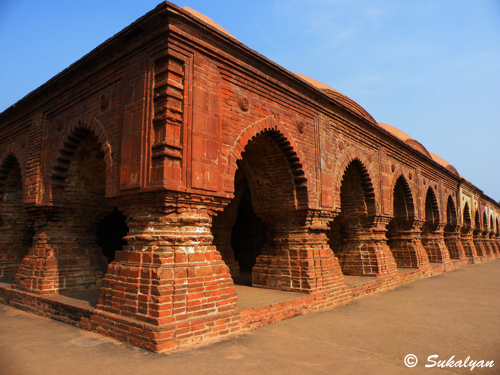
Tempio di Rasa Mancha

Il tempio fu costruito dal re Bir Hambir all'inizio del XVII secolo; ha ben 108 pilastri ed un tetto a piramide. Per la festa di Rasa sono esposte le immagini di Krishna e Radna.

### Tempio di Keshta Raya (detto anche Jor Bangla)
Il tempio fu costruito dal re Raghunath Singha nel 1655, come riportato da un'iscrizione sulla facciata del tempio. Il tempio è caratterizzato da due tetti gemelli collegati, detti appunto Jor Bangla. I fregi delle pareti sono adornati da motivi floreali, volute e scene ricavate dai poemi Rāmāyaṇa e Mahābhārata.

### Tempio di Madan Mohan
Il tempio fu costruito nel 1694; i suoi fregi rappresentano scene della vita di Krishna.

### Tempio di Shridhara
Il tempio fu eretto nel XIX secolo ed è caratterizzato da ben nove guglie (nav ratna). Il fregio all'ingresso ha una notevole immagine di Shiva Nataraja.